# Campagne 2024-2026 de l'équipe de France de football
Chronologie
Saison précédente Saison suivante
La saison 2024-2026 de l'équipe de France de football débute en septembre 2024, par la phase de groupe de la Ligue des nations 2024-2025. Durant cette période, Les Bleus abordent également les éliminatoires de la Coupe du monde 2026.

## L'équipe

### Joueurs utilisés
| Adversaire          |                 |                 |                 |                 |                 |                 |                 |                 |                 |                 |                 |                 |                 |                 |                 |                 |
| Compétition         | LdN             | LdN             | LdN             | LdN             | LdN             | LdN             | LdN             | LdN             | P.F. LdN        | P.F. LdN        | É.              | É.              | É.              | É.              | É.              | É.              |
| Date                | 6 sept. 2024    | 9 sept. 2024    | 10 oct. 2024    | 14 oct. 2024    | 14 nov. 2024    | 17 nov. 2024    | 20 mars 2025    | 23 mars 2025    | 5 juin 2025     | 8 juin 2025     | 5 sept. 2025    | 9 sept. 2025    | 10 oct. 2025    | 13 oct. 2025    | 13 nov. 2025    | 16 nov. 2025    |
| Gardiens de but     | Gardiens de but | Gardiens de but | Gardiens de but | Gardiens de but | Gardiens de but | Gardiens de but | Gardiens de but | Gardiens de but | Gardiens de but | Gardiens de but | Gardiens de but | Gardiens de but | Gardiens de but | Gardiens de but | Gardiens de but | Gardiens de but |
| ------------------- | --------------- | --------------- | --------------- | --------------- | --------------- | --------------- | --------------- | --------------- | --------------- | --------------- | --------------- | --------------- | --------------- | --------------- | --------------- | --------------- |
| Mike Maignan        | 90              | 90              | 90              | 90              | 90              | 90              | 90              | 120             | 90              | 90              |                 |                 |                 |                 |                 |                 |
| Alphonse Areola     |                 |                 |                 |                 |                 |                 |                 |                 |                 |                 |                 |                 |                 |                 |                 |                 |
| Brice Samba         |                 |                 |                 |                 |                 |                 |                 |                 |                 |                 |                 |                 |                 |                 |                 |                 |
| Lucas Chevalier     |                 |                 |                 |                 |                 |                 |                 |                 |                 |                 |                 |                 |                 |                 |                 |                 |
| Défenseurs          |                 |                 |                 |                 |                 |                 |                 |                 |                 |                 |                 |                 |                 |                 |                 |                 |
| Théo Hernandez      | 90              |                 | 90              | 90              | 90              |                 |                 | 120             | 90              |                 |                 |                 |                 |                 |                 |                 |
| Jules Koundé        | r13             | 90              | 90              | 90              | 90              | 82              | 90              | 120             |                 |                 |                 |                 |                 |                 |                 |                 |
| William Saliba      | 90              | 90              | 90              | 90              |                 | 90              | 90              | 120             |                 |                 |                 |                 |                 |                 |                 |                 |
| Jonathan Clauss     | 77              |                 |                 |                 |                 |                 |                 |                 |                 |                 |                 |                 |                 |                 |                 |                 |
| Lucas Digne         |                 | 90              | r1              | 90              |                 | 90              | 90              |                 |                 | 90              |                 |                 |                 |                 |                 |                 |
| Dayot Upamecano     |                 | 90              |                 |                 | 90              |                 | r44             | 120             |                 |                 |                 |                 |                 |                 |                 |                 |
| Ibrahima Konaté     | 90              |                 | 90              | 90              | 90              | 90              | 46              |                 | 90              |                 |                 |                 |                 |                 |                 |                 |
| Benjamin Pavard     |                 |                 |                 |                 |                 | r8              |                 |                 |                 |                 |                 |                 |                 |                 |                 |                 |
| Wesley Fofana       |                 |                 |                 |                 |                 |                 |                 |                 |                 |                 |                 |                 |                 |                 |                 |                 |
| Loïc Badé           |                 |                 |                 |                 |                 |                 |                 |                 |                 | 90              |                 |                 |                 |                 |                 |                 |
| Malo Gusto          |                 |                 |                 |                 |                 |                 |                 |                 | r27             | 90              |                 |                 |                 |                 |                 |                 |
| Pierre Kalulu       |                 |                 |                 |                 |                 |                 |                 |                 | 63              |                 |                 |                 |                 |                 |                 |                 |
| Lucas Hernandez     |                 |                 |                 |                 |                 |                 |                 |                 | r18             | 90              |                 |                 |                 |                 |                 |                 |
| Clément Lenglet     |                 |                 |                 |                 |                 |                 |                 |                 | 72              |                 |                 |                 |                 |                 |                 |                 |
| Milieux de terrain  |                 |                 |                 |                 |                 |                 |                 |                 |                 |                 |                 |                 |                 |                 |                 |                 |
| Adrien Rabiot       |                 |                 |                 |                 | r19             | 90              | 64              |                 | 90              | 90              |                 |                 |                 |                 |                 |                 |
| Aurélien Tchouaméni |                 |                 | 90              | 76              |                 |                 |                 | 120             |                 | 68              |                 |                 |                 |                 |                 |                 |
| Eduardo Camavinga   |                 |                 | 70              | r16             | 71              |                 | r26             | r14             |                 |                 |                 |                 |                 |                 |                 |                 |
| Youssouf Fofana     | 57              | r1              | r20             | r11             |                 |                 |                 |                 |                 |                 |                 |                 |                 |                 |                 |                 |
| Mattéo Guendouzi    |                 | 79              | r13             | 74              |                 | 90              | 84              |                 |                 | r1              |                 |                 |                 |                 |                 |                 |
| Warren Zaïre-Emery  | r13             |                 | r1              |                 | 78              |                 |                 | r9              |                 |                 |                 |                 |                 |                 |                 |                 |
| N'Golo Kanté        | 77              | 90              |                 |                 | 90              |                 |                 |                 |                 |                 |                 |                 |                 |                 |                 |                 |
| Manu Koné           | r33             | 90              |                 | 90              |                 | 90              | r6              | 111             | 90              | r22             |                 |                 |                 |                 |                 |                 |
| Attaquants          |                 |                 |                 |                 |                 |                 |                 |                 |                 |                 |                 |                 |                 |                 |                 |                 |
| Kylian Mbappé       | 90              | r23             |                 |                 |                 |                 | 90              | 120             | 90              | 90              |                 |                 |                 |                 |                 |                 |
| Antoine Griezmann   | 77              | r11             |                 |                 |                 |                 |                 |                 |                 |                 |                 |                 |                 |                 |                 |                 |
| Ousmane Dembélé     | r33             | 80              | 90              | 79              |                 |                 | 84              | 99              | 76              |                 |                 |                 |                 |                 |                 |                 |
| Kingsley Coman      |                 |                 |                 |                 | r19             |                 |                 |                 |                 |                 |                 |                 |                 |                 |                 |                 |
| Christopher Nkunku  |                 |                 | 77              | r16             | r19             | 90              |                 |                 |                 |                 |                 |                 |                 |                 |                 |                 |
| Randal Kolo Muani   |                 | 67              | 90              | 90              | 90              | 90              | 64              | r21             | r14             | 68              |                 |                 |                 |                 |                 |                 |
| Marcus Thuram       | r13             | 67              |                 | r1              | r12             | 78              |                 |                 |                 | 89              |                 |                 |                 |                 |                 |                 |
| Bradley Barcola     | 90              | r23             | r20             | 74              | 71              | r12             | r26             | 66              | r27             |                 |                 |                 |                 |                 |                 |                 |
| Michael Olise       | 57              | r10             | 70              |                 | 71              |                 | r6              | 106             | 63              | r22             |                 |                 |                 |                 |                 |                 |
| Désiré Doué         |                 |                 |                 |                 |                 |                 |                 | r54             | 63              | r22             |                 |                 |                 |                 |                 |                 |
| Rayan Cherki        |                 |                 |                 |                 |                 |                 |                 |                 | r27             | 68              |                 |                 |                 |                 |                 |                 |
| Compétition         | LdN             | LdN             | LdN             | LdN             | LdN             | LdN             | LdN             | LdN             | P.F. LdN        | P.F. LdN        | É.              | É.              | É.              | É.              | É.              | É.              |
| Adversaire          |                 |                 |                 |                 |                 |                 |                 |                 |                 |                 |                 |                 |                 |                 |                 |                 |

- A. = Match amical
- LdN = Ligue A de la Ligue des nations de l'UEFA 2024-2025
- P.F. LdN = Ligue des nations de l'UEFA 2024-2025, phase finale
- É. = Éliminatoires de la Coupe du monde 2026, zone Europe, groupe D

- Nombre de joueurs utilisés : 36

### Buteurs
4 buts     
- Randal Kolo Muani ( Belgique,  Belgique x2,  Espagne)

2 buts   
- Bradley Barcola ( Italie,  Israël)
- Adrien Rabiot ( Italie x2)
- Ousmane Dembélé ( Belgique,  Croatie)
- Kylian Mbappé ( Espagne,  Allemagne)
- Michael Olise ( Croatie,  Allemagne)

1 but  
- Eduardo Camavinga ( Israël)
- Christopher Nkunku ( Israël)
- Mattéo Guendouzi ( Israël)
- Rayan Cherki ( Espagne)

Contre son camp  (csc)
- Guglielmo Vicario ( Italie)
- Daniel Vivian ( Espagne)

### Passeurs
4 passes décisives 
- Lucas Digne
  -  Italie : à Adrien Rabiot x2 et à Guglielmo Vicario  (csc)
  -  Belgique : à Randal Kolo Muani

2 passes décisives 
- Kylian Mbappé
  -  Espagne : à Rayan Cherki
  -  Allemagne : à Michael Olise

1 passe décisive 
- Ousmane Dembélé
  -  Belgique : à Randal Kolo Muani

- N'Golo Kanté
  -  Belgique : à Ousmane Dembélé

- Randal Kolo Muani
  -  Israël : à Eduardo Camavinga

- Eduardo Camavinga
  -  Israël : à Christopher Nkunku

- Théo Hernandez
  -  Israël : à Mattéo Guendouzi

- Mattéo Guendouzi
  -  Israël : à Bradley Barcola

- Michael Olise
  -  Croatie : à Ousmane Dembélé

- Malo Gusto
  -  Espagne à Daniel Vivian  (csc)

- Rayan Cherki
  -  Espagne : à Randal Kolo Muani

- Aurélien Tchouaméni
  -  Allemagne : à Kylian Mbappé

## Matchs de la campagne 2024-2026
Le tableau suivant liste les rencontres de l'équipe de France depuis la fin de l'Euro 2024.
| No | Date             | Ville, stade                              | Adversaire  | Score           | Compétition | Buteur(s) pour la France                                          | Buteur(s) pour l'adversaire                                |
| -- | ---------------- | ----------------------------------------- | ----------- | --------------- | ----------- | ----------------------------------------------------------------- | ---------------------------------------------------------- |
| 1  | 6 septembre 2024 | Paris, Parc des Princes                   | Italie      | 1-3             | LdN         | Barcola 1re                                                       | Dimarco 30e, Frattesi 50e, Raspadori 74e                   |
| 2  | 9 septembre 2024 | Décines-Charpieu, Parc Olympique lyonnais | Belgique    | 2-0             | LdN         | Kolo Muani 29e, Dembélé 57e                                       | -                                                          |
| 3  | 10 octobre 2024  | Budapest, Bozsik Aréna (en)               | Israël      | 1-4             | LdN         | Camavinga 7e, Nkunku 28e, Guendouzi 87e, Barcola 89e              | Gandelman 24e                                              |
| 4  | 14 octobre 2024  | Bruxelles, Stade Roi Baudouin             | Belgique    | 1-2             | LdN         | Kolo Muani 35e (pen.), 62e                                        | Openda 45+3e                                               |
| 5  | 14 novembre 2024 | Saint-Denis, Stade de France              | Israël      | 0-0             | LdN         | -                                                                 | -                                                          |
| 6  | 17 novembre 2024 | Milan, Stade San Siro                     | Italie      | 1-3             | LdN         | Rabiot 3e 65e, Vicario 33e (csc)                                  | Cambiaso 35e                                               |
| 7  | 20 mars 2025     | Split, Stade de Poljud                    | Croatie     | 2-0             | LdN         | -                                                                 | Budimir 26e, Perišić 45+1e                                 |
| 8  | 23 mars 2025     | Saint-Denis, Stade de France              | Croatie     | 2-0 (5 - 4 tab) | LdN         | Olise 52e, Dembélé 80e                                            | -                                                          |
| 9  | 5 juin 2025      | Stuttgart, Stuttgart Arena                | Espagne     | 5-4             | P.F. LdN    | Mbappé 59e (pen.), Cherki 79e, Vivian 84e (csc), Kolo Muani 90+3e | Williams 22e, Merino 25e, Yamal 54e (pen.), 67e, Pedri 55e |
| 10 | 8 juin 2025      | Stuttgart, Stuttgart Arena                | Allemagne   | 0-2             | P.F. LdN    | Mbappé 45+1e, Olise 84e                                           | -                                                          |
| 11 | 5 septembre 2025 | Wrocław, Stade municipal                  | Ukraine     | -               | É           | -                                                                 | -                                                          |
| 12 | 9 septembre 2025 | Paris, Parc des Princes                   | Islande     | -               | É           | -                                                                 | -                                                          |
| 13 | 10 octobre 2025  | Paris, Parc des Princes                   | Azerbaïdjan | -               | É           | -                                                                 | -                                                          |
| 14 | 13 octobre 2025  | Reykjavik, Laugardalsvöllur               | Islande     | -               | É           | -                                                                 | -                                                          |
| 15 | 13 novembre 2025 | Paris, Parc des Princes                   | Ukraine     | -               | É           | -                                                                 | -                                                          |
| 16 | 16 novembre 2025 | Bakou, Stade Olympique de Bakou           | Azerbaïdjan | -               | É           | -                                                                 | -                                                          |
| 17 | 26 mars 2026     |                                           |             | -               |             | -                                                                 | -                                                          |
| 18 | 31 mars 2026     |                                           |             | -               |             | -                                                                 | -                                                          |
| 19 | juin 2026        |                                           |             | -               | A           | -                                                                 | -                                                          |
| 20 | juin 2026        |                                           |             | -               | A           | -                                                                 | -                                                          |

| Score : - G = Match gagné - N = Match nul - P = Match perdu |
| Compétition : - A. = Match amical - LdN = Ligue A de la Ligue des nations de l'UEFA 2024-2025 - P.F. LdN = Ligue des nations de l'UEFA 2024-2025, phase finale - É. = Qualifications de la Coupe du monde 2026, zone Europe, groupe D |

## Parcours en compétition

### Ligue des nations 2024-2025
| Rang | Équipe   | Pts | J | G | N | P | Bp | Bc | Diff |  | Résultats (▼ dom., ► ext.) |     |     |     |     |
| ---- | -------- | --- | - | - | - | - | -- | -- | ---- |  | -------------------------- | --- | --- | --- | --- |
| 1    | France   | 13  | 6 | 4 | 1 | 1 | 12 | 6  | +6   |  | France                     |     | 1-3 | 2-0 | 0-0 |
| 2    | Italie   | 13  | 6 | 4 | 1 | 1 | 13 | 8  | +5   |  | Italie                     | 1-3 |     | 2-2 | 4-1 |
| 3    | Belgique | 4   | 6 | 1 | 1 | 4 | 6  | 9  | -3   |  | Belgique                   | 1-2 | 0-1 |     | 3-1 |
| 4    | Israël P | 4   | 6 | 1 | 1 | 4 | 5  | 13 | -8   |  | Israël P                   | 1-4 | 1-2 | 1-0 |     |

## Audiences
| Jour de diffusion         | Match       | Match           | Match       | Compétition                                          | Diffuseur | Audience moyenne          | Audience moyenne | Réf.   |
| Jour de diffusion         | Match       | Match           | Match       | Compétition                                          | Diffuseur | Nombre de téléspectateurs | PDM              | Réf.   |
| ------------------------- | ----------- | --------------- | ----------- | ---------------------------------------------------- | --------- | ------------------------- | ---------------- | ------ |
| Vendredi 6 septembre 2024 | France      | 1-3             | Italie      | Ligue A de la Ligue des nations 2024-2025 (Groupe 2) | TF1       | 5 060 000                 | 27,4 %           | [ 3 ]  |
| Lundi 9 septembre 2024    | France      | 2-0             | Belgique    | Ligue A de la Ligue des nations 2024-2025 (Groupe 2) | TF1       | 5 128 000                 | 24,8 %           | [ 4 ]  |
| Jeudi 10 octobre 2024     | Israël      | 1-4             | France      | Ligue A de la Ligue des nations 2024-2025 (Groupe 2) | TF1       | 3 982 000                 | 21,3 %           | [ 5 ]  |
| Lundi 14 octobre 2024     | Belgique    | 1-2             | France      | Ligue A de la Ligue des nations 2024-2025 (Groupe 2) | TF1       | 4 735 000                 | 22,7 %           | [ 6 ]  |
| Jeudi 14 novembre 2024    | France      | 0-0             | Israël      | Ligue A de la Ligue des nations 2024-2025 (Groupe 2) | TF1       | 4 950 000                 | 24,7 %           | [ 7 ]  |
| Dimanche 17 novembre 2024 | Italie      | 1-3             | France      | Ligue A de la Ligue des nations 2024-2025 (Groupe 2) | TF1       | 5 136 000                 | 24,8 %           | [ 8 ]  |
| Jeudi 20 mars 2025        | Croatie     | 2-0             | France      | Ligue des nations 2024-2025 (Quart de finale aller)  | TF1       | 4 995 000                 | 27,1 %           | [ 9 ]  |
| Dimanche 23 mars 2025     | France      | 2-0 (5 - 4 tab) | Croatie     | Ligue des nations 2024-2025 (Quart de finale retour) | TF1       | 6 300 000                 | 34,3 %           | [ 10 ] |
| Jeudi 5 juin 2025         | Espagne     | 5-4             | France      | Ligue des nations 2024-2025 (Demi-finale)            | TF1       | 6 572 000                 | 35,2 %           | [ 11 ] |
| Dimanche 8 juin 2025      | Allemagne   | 0-2             | France      | Ligue des nations 2024-2025 (Petite finale)          | TF1       | 3 404 000                 | 31,1 %           | [ 12 ] |
| Vendredi 5 septembre 2025 | Ukraine     |                 | France      | Qualifications Coupe du monde 2026                   | TF1       |                           |                  |        |
| Mardi 9 septembre 2025    | France      |                 | Islande     | Qualifications Coupe du monde 2026                   | TF1       |                           |                  |        |
| Vendredi 10 octobre 2025  | France      |                 | Azerbaïdjan | Qualifications Coupe du monde 2026                   | TF1       |                           |                  |        |
| Lundi 13 octobre 2025     | Islande     |                 | France      | Qualifications Coupe du monde 2026                   | TF1       |                           |                  |        |
| Jeudi 13 novembre 2025    | France      |                 | Ukraine     | Qualifications Coupe du monde 2026                   | TF1       |                           |                  |        |
| Dimanche 16 novembre 2025 | Azerbaïdjan |                 | France      | Qualifications Coupe du monde 2026                   | TF1       |                           |                  |        |